# 1996 en chimie
Cet article présente les faits marquants de l'année 1996 en chimie.

## Évènements
- 9 février : découverte du Copernicium (Cn), élément chimique de numéro atomique 112, synthétisé au GSI à Darmstadt en Allemagne[1].
- La réaction de Kulinkovich-de Meijere est décrite pour la première fois par de Meijere et Chaplinski[2].
- 28e Olympiades Internationales de Chimie, organisées à Moscou en Russie du 14 juillet au 23 juillet[3].

## Prix
- Prix Nobel de chimie : Robert Curl, Richard Smalley et Harold Kroto pour leur découverte des fullerènes[4].
- Prix Procter & Gamble : T. G. M. van de Ven[5]
- Prix Anselme-Payen : Haig Zeronian[6]
- Médaille Garvan-Olin : Geraldine L. Richmond[7]
- Prix Ernest-Guenther : Kyriacos Costa Nicolaou[8]
- ACS Award in Pure Chemistry : Ann McDermott[9]
- Arthur C. Cope Award : Robert G. Bergman[10]
- Prix Irving-Langmuir : William Carl Lineberger[11]
- Médaille Priestley : Ernest L. Eliel[12],[13],[14]
- Médaille Leverhulme : MM Sharma[15]
- Médaille Davy : Geoffrey Wilkinson en reconnaissance de sa contribution à la chimie des organométalliques de transition et au développement de la catalyse homogène et de ses travaux sur l'hydroformylation[16],[17].
- Prix Alfred-Bader : Ronald Kluger[18]
- Grand prix Pierre-Süe : Louis Cot[19]
- Grand prix Achille-Le-Bel : Jean Villieras[20]
- Médaille William-H.-Nichols : K. C. Nicolaou[21]

## Décès
- 8 février : Ri Sung-gi (né en 1905), chimiste coréen.
- 3 juin : Włodzimierz Kołos (né en 1928), chimiste polonais.
- 9 juin : Bernard Pullman (né en 1919), chimiste et biochimiste quantique théoricien français.
- 1er août : Tadeusz Reichstein (né en 1897), chimiste polonais, prix Nobel de physiologie ou médecine en 1950.
- 11 août : Ray Fuller (né en 1935), biochimiste américain.
- 26 septembre : Geoffrey Wilkinson (né en 1921), chimiste britannique, prix Nobel de chimie en 1973.
- Ignacio Ribas Marqués (né en 1901), chimiste organicien espagnol, surtout connu pour ses travaux sur les substances naturelles, et tout particulièrement sur certains alcaloïdes végétaux.